# Nektarine

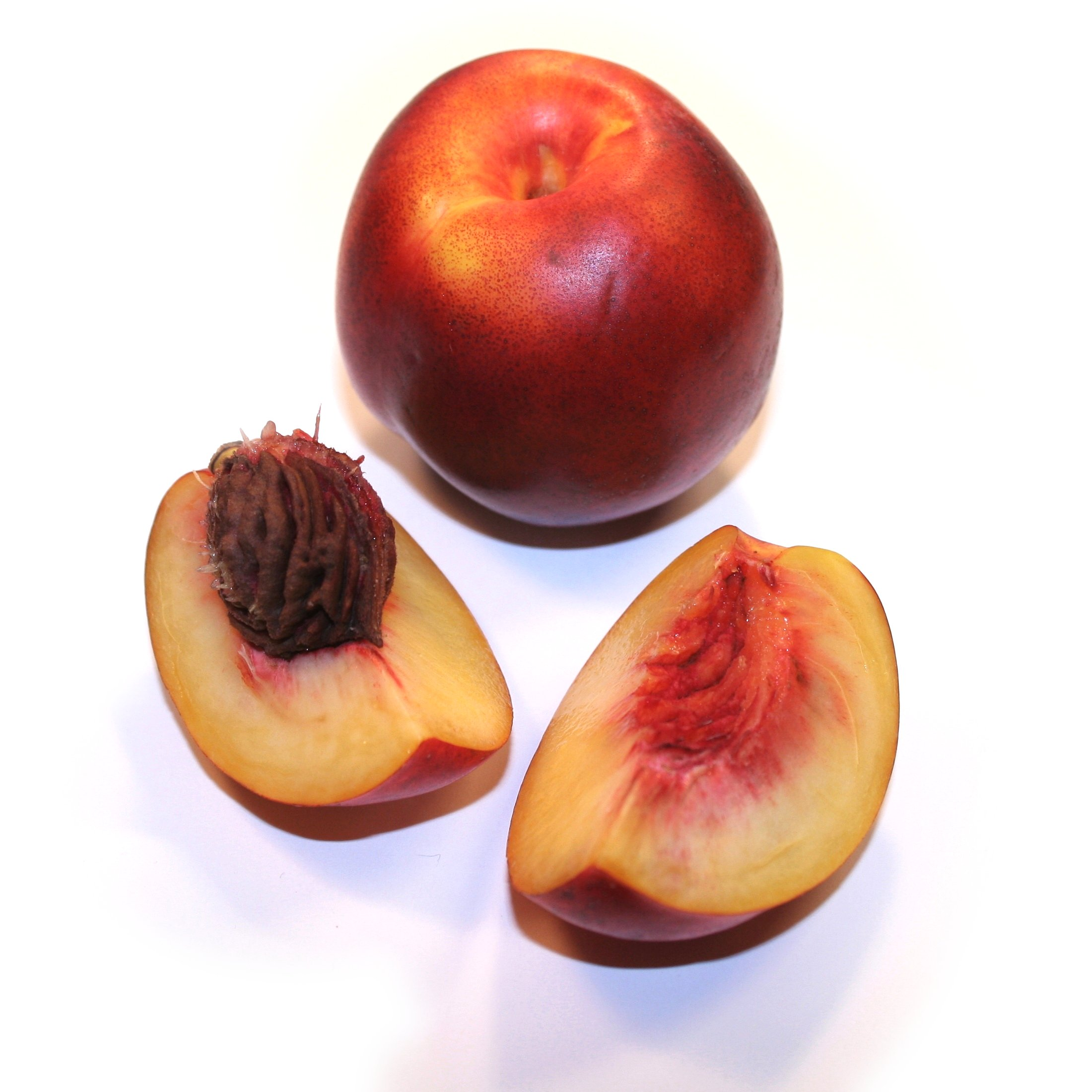
Nektarine

Die Nektarine ist eine Mutation des Pfirsichs mit glatter anstelle der sonst leicht pelzigen Haut.

## Merkmale
Die Haut der Nektarine ist glatt. Sie ist innen gelblich, bei der weißen Nektarine hellgelb. Der Stein einer Nektarine ist von einem Pfirsichstein kaum zu unterscheiden.
Die glatte Haut der Nektarine ist ein rezessives genetisches Merkmal,.Nektarinenbäume können nicht durch ihre Steine als Nektarinenbäume vermehrt werden. Deshalb werden Nektarinenbäume ungeschlechtlich durch Okulation auf einer Pfirsich- oder Pflaumenunterlage fortgepflanzt.
Bekannt war die Nektarine bereits zur Zeitenwende in China, Persien und Griechenland, in England wird sie seit dem 17. Jahrhundert kultiviert. Populär wurde die Nektarine erst in den letzten Jahrzehnten, hauptsächlich durch Züchtungen in den Vereinigten Staaten. Sie wird vorwiegend in Italien, Frankreich, Spanien, Griechenland, Kalifornien, Chile und Südafrika angebaut. 
Der physiologische Brennwert beträgt ca. 225 kJ/100 g (= 53 kcal/100 g), abhängig vom Wasser- und Zuckergehalt. Die Samen der Nektarine sind bei übermäßigem Verzehr sehr giftig, da sie ca. 8 Prozent blausäureabspaltendes Amygdalin enthalten.
Der Vitamingehalt von Nektarine und Pfirsich ist relativ ähnlich. Nektarinen besitzen etwas mehr Vitamin B3, während in Pfirsichen geringfügig mehr Vitamin C enthalten ist.

## Krankheiten
- Kräuselkrankheit, verursacht durch den Pilz Taphrina deformans: Sie zeigt sich in Form von gekräuselten Blättern mit Bläschenwurf bereits im Frühstadium des Austriebs und dauert, bis Temperaturen über 16 Grad erreicht sind.
- Monilia Fruchtfäule, eine Pilzkrankheit verursacht durch Monilia, welche zu ringförmigen braunen Kreisen auf den Früchten führt.

## Kreuzungen
Eine Kreuzung aus 
- Nektarine und Aprikose wird als Nectacot
- Nektarine und Aprikose und Pflaume wird als Nectacotum

bezeichnet.